# كانونبول رن 2
كانونبول رن 2 (بالإنجليزية: Cannonball Run II) هو فيلم كوميدي أمريكي تم إنتاجه في سنة 1984 وهو من بطولة بيرت رينولدز ودوم دي لويس ودين مارتن وسامي دافيس جونيور ومن إخراج هال نيدهام ومن إنتاج وتوزيع شركتي وارنر برذرز وأورنج سكاي غولدن هارفست، وهو الجزء الثاني بعد فيلم ذا كانونبول رن الذي أنتج في سنة 1981، عرض هذا الفيلم أيضاً السباقات الريفية الغير القانونية.

## وصلات خارجية
- كانونبول رن 2 على موقع IMDb (الإنجليزية)
- كانونبول رن 2 على موقع روتن توميتوز (الإنجليزية)
- كانونبول رن 2 على موقع نتفليكس (الإنجليزية)
- كانونبول رن 2 على موقع ألو سيني (الفرنسية)
- كانونبول رن 2 على موقع Turner Classic Movies (الإنجليزية)
- كانونبول رن 2 على موقع أول موفي (الإنجليزية)
- كانونبول رن 2 على موقع بوكس أوفيس موجو (الإنجليزية)
- كانونبول رن 2 على موقع فيلمافينيتي (الإسبانية)
- كانونبول رن 2 على موقع قاعدة بيانات الأفلام السويدية (السويدية)
- كانونبول رن 2 على موقع قاعدة بيانات الفيلم (الإنجليزية)

- كانون بول رن 2 على قاعدة بيانات الأفلام على الإنترنت
- كانون بول رن 2 على موقع الطماطم الفاسدة